# 22D
22D fue el nombre de un prototipo de misil tierra-aire supersónico desarrollado por la Unión Soviética, construido por Lyulev y probado en 1963. Tuvo como precedente al 17D y al 18D, pero a diferencia de estos la propulsión principal no estaba basada en combustible sólido, sino que usaba motores ramjet de combustible líquido y usaba tres etapas en lugar de dos. El misil era acelerado en primer lugar por dos cohetes propulsores adicionales de combustible sólido (uno a cada lado del cuerpo principal del misil) para alcanzar la velocidad necesaria para hacer funcionar los motores ramjet, después de lo cual eran eyectados. Las pruebas con los prototipos finalizaron en 1966. Desarrollos posteriores dieron lugar al misil Krug, en producción.